# 賈瓦哈拉爾·尼赫魯體育場 (德里)
賈瓦哈拉爾·尼赫魯體育場是一座位於印度新德里的多功能體育場。它的名字來自於印度獨立後第一任總理賈瓦哈拉爾·尼赫魯。所有座位可容納60000人，舉辦演唱會時更可容納100000人。它是印度第三大和世界第51大綜合體育場。印度奧林匹克委員會的總部也設在此。

## 历史
本體育場是為了承辦1982年亞洲運動會所興建的。1989年亞洲田徑錦標賽和2010年大英國協運動會都於此舉辦。2013年南亞運動會和2013年亞洲田徑錦標賽也將於此舉辦。